# Verbascum horticola
Verbascum horticola är en flenörtsväxtart som beskrevs av Hub.-mor.. Verbascum horticola ingår i släktet kungsljus, och familjen flenörtsväxter. Inga underarter finns listade i Catalogue of Life.